# Giro del Trentino-Alto Adige-Südtirol
El Giro del Trentino-Alto Adige-Südtirol és una cursa ciclista femenina, d'un sol dia, que es disputa anualment a la regió del Trentino - Tirol del Sud., a Itàlia. La cursa com la seva homònima masculina, es corria per etapes. A partir del 2014, es passà a córrer amb només una jornada.

## Palmarès
| Any                                    | Vencedora            | Segona                 | Tercera                |
| -------------------------------------- | -------------------- | ---------------------- | ---------------------- |
| Giro del Trentino internacional femení |                      |                        |                        |
| 1994                                   | Imelda Chiappa       | Roberta Bonanomi       | Fabiana Luperini       |
| 1995                                   | Fabiana Luperini     | Roberta Bonanomi       | Sigrid Corneo          |
| 1996                                   | Fabiana Luperini     | Alessandra Cappellotto | Vera Hohlfeld          |
| 1997                                   | Pia Sundstedt        | Fabiana Luperini       | Barbara Heeb           |
| 1998                                   | Monica Bandini       | Fabiana Luperini       | Joane Somarriba        |
| 1999                                   | Fabiana Luperini     | Svetlana Bubnenkova    | Pia Sundstedt          |
| 2000                                   | Pia Sundstedt        | Fabiana Luperini       | Svetlana Bubnenkova    |
| 2001                                   | Zinaida Stahurskaya  | Fabiana Luperini       | Rosalisa Lapomarda     |
| 2002                                   | Fabiana Luperini     | Nicole Brändli         | Zinaida Stahurskaya    |
| 2003                                   | Luisa Tamanini       | Susanne Ljungskog      | Jolanta Polikevičiūtė  |
| 2004                                   | Tina Liebig          | Zinaida Stahurskaya    | Modesta Vžesniauskaitė |
| 2005                                   | Svetlana Bubnenkova  | Nicole Brändli         | Judith Arndt           |
| 2006                                   | Svetlana Bubnenkova  | Nicole Brändli         | Edita Pučinskaitė      |
| 2007                                   | Edita Pučinskaitė    | Fabiana Luperini       | Trixi Worrack          |
| 2008                                   | Fabiana Luperini     | Mara Abbott            | Claudia Häusler        |
| 2009                                   | Nicole Cooke         | Carla Ryan             | Svetlana Bubnenkova    |
| 2010                                   | Emma Pooley          | Judith Arndt           | Claudia Häusler        |
| 2011                                   | Judith Arndt         | Emma Johansson         | Tatiana Guderzo        |
| 2012                                   | Linda Villumsen      | Olga Zabelinskaïa      | Emma Pooley            |
| 2013                                   | Evelyn Stevens       | Tatiana Guderzo        | Tatiana Antóixina      |
| Giro del Trentino-Alto Adige-Südtirol  |                      |                        |                        |
| 2014                                   | Valentina Scandolara | Giorgia Bronzini       | Rossella Ratto         |
| 2015                                   | Amanda Spratt        | Anna Stricker          | Lara Vieceli           |
| 2016                                   | Katarzyna Niewiadoma | Claudia Lichtenberg    | Soraya Paladin         |
| 2017                                   | Nikola Nosková       | Hanna Nilsson          | Sina Frei              |